# Lista över filmer med Helan och Halvan
Nedanstående är ett försök att redovisa en så komplett förteckning som möjligt över samtliga filmer i vilka Stan Laurel och Oliver Hardy båda samtidigt medverkar, i de flesta fall som sin klassiska duo ”Helan och Halvan”, men också i några tidiga fall i andra roller.
Utöver nedanstående medverkade såväl Laurel som Hardy även i ett stort antal stumfilmer (och Hardy även i ett par enstaka ljudfilmer) var för sig. Dessa ingår inte i listan, vilket heller inte journalfilmer, privata filmer och liknande inspelningar av duon gör.

## Stumfilmer
Med undantag för The Lucky Dog (producerad av G.M. "Broncho Billy" Anderson), där duon har andra roller, producerades samtliga Helan och Halvans stumfilmer av Hal Roach. Filmerna distribuerades till och med slutet av 1927 av Pathé samt därefter av Metro-Goldwyn-Mayer.
Samtliga duons stumfilmer är kortfilmer.
| Premiär           | Originaltitel               | Svensk titel | Regi                         | Kommentar |  |
| ----------------- | --------------------------- | --- | ---------------------------- | --- |  |
| 10 oktober 1921   | The Lucky Dog               | — | Jess Robbins                 | Den första film i vilken Stan Laurel och Oliver Hardy medverkade samtidigt, dock ej som duon Helan och Halvan. Dateringen av inspelningen av filmen har varit osäker, men indicier pekar på 1920-1921.                                                 |  |
| 26 december 1926  | 45 Minutes from Hollywood   | — | Fred Guiol                   | Laurel och Hardy medverkar båda i filmen men har inga gemensamma scener. |  |
| 13 mars 1927      | Duck Soup                   | — | Fred Guiol                   | Ansågs en period vara försvunnen, men återhittades 1974. Laurels och Hardys första film som genomgående duo. Handlingen återanvänd i Another Fine Mess (1930), varav en liten detalj återanvänd i Pack up Your Troubles (1932).                        |  |
| 3 april 1927      | Slipping Wives              | — | Fred Guiol                   | Handlingen återanvänd i The Fixer-Uppers (1935). |  |
| 12 juni 1927      | Love 'Em and Weep           | — | Fred Guiol                   | Handlingen återanvänd i Chickens Come Home (1931). |  |
| 17 juli 1927      | Why Girls Love Sailors      | — | Fred Guiol                   | Ansågs vara en period försvunnen, men återhittades 1986. |  |
| 28 augusti 1927   | With Love and Hisses        | — | Fred Guiol                   | |  |
| 10 september 1927 | Sugar Daddies               | Kopparslagare |                              | Fred Guiol & Leo McCarey |  |
| 25 september 1927 | Sailors, Beware!            | — | Fred Guiol & Hal Yales       | |  |
| 8 oktober 1927    | The Second Hundred Years    | Stor-Slam och Lill-Slam                                                                                                | Fred Guiol                   | |  |
| 9 oktober 1927    | Now I'll Tell One           | — | James Parrott                | Mindre gästroller i film med Charley Chase. Endast senare hälften av filmen bevarad. |  |
| 15 oktober 1927   | Call of the Cuckoo          | — | Clyde Bruckman               | Mindre gästspel i film med Max Davidson. |  |
| 5 november 1927   | Hats Off                    | Hatten av för så'na!                                                                                                   | Hal Yates                    | Förlorad. Handlingen återanvänd i Pianoexpressen (1932). |  |
| 20 november 1927  | Do Detectives Think?        | Helan och Halvan som detektiver                                                                                        | Fred Guiol                   | Den första film i vilken duon uppträder i den klädsel (inklusive plommonstop) som därefter skulle bli deras kännetecken. Handlingen delvis återanvänd i Going Bye Bye (1934).                                                                          |  |
| 3 december 1927   | Putting Pants on Philip     | — | Clyde Bruckman               | |  |
| 31 december 1927  | The Battle Of The Century   | Här skall fajtas | Clyde Bruckman               | Endast delvis bevarad. 2015 hittades andra halvan av filmen som länge varit försvunnen. |  |
| 28 januari 1928   | Leave ’Em Laughing          | Lev livet leende | Clyde Bruckman               | |  |
| 12 februari 1928  | Flying Elephants            | Helan och Halvan i stenåldern                                                                                          | Frank Butler                 | |  |
| 25 februari 1928  | The Finishing Touch         | Hem, kära hem | Clyde Bruckman & Leo McCarey | |  |
| 24 mars 1928      | From Soup To Nuts           | Stor galamiddag | Edgar Kennedy                | Handlingen delvis återanvänd i A Chump at Oxford (1940). |  |
| 21 april 1928     | You’re Darn Tootin’         | Muntra musikanter | Edgar Kennedy                | I Storbritannien kallad "The Music Blasters" |  |
| 19 maj 1928       | Their Purple Moment         | Toffelhjältar på vift (censurtitel)                                                                                    | James Parrott                | |  |
| 8 september 1928  | Should Married Men Go Home? | Trötta miljonärer | Leo McCarey & James Parrott  | |  |
| 6 oktober 1928    | Early To Bed                | Jag får aldrig vara me'                                                                                                | Emmett J. Flynn              | En av totalt två filmer helt utan andra aktörer än Laurel och Hardy själva (den andra är Brats (1930)). |  |
| 3 november 1928   | Two Tars                    | Helan och Halvan som bildrullar Helan och Halvan som fartdårar                                                         | James Parrott                | |  |
| 1 december 1928   | Habeas Corpus               | — | Leo McCarey & James Parrott  | |  |
| 29 december 1928  | We Faw Down                 | Helan och Halvan på vift                                                                                               | Leo McCarey                  | Handlingen delvis återanvänd i Sons of the Desert (1933), varav en liten detalj återanvänd i Their First Mistake (1932). |  |
| 26 januari 1929   | Liberty                     | Leve friheten Helan och Halvan på toppen I det fria Äntligen fria                                                      | Leo McCarey                  | |  |
| 23 februari 1929  | Wrong Again                 | Pippi i kvadrat |                              | Leo McCarey |  |
| 23 mars 1929      | That’s My Wife              | Helan och Halvan som nygifta Herr Helan och Fru Halvan                                                                 | Lloyd French                 | |  |
| 20 april 1929     | Big Business                | Affär är affär Helan och Halvan som julgransförsäljare Helan och Halvan jagar kosing Helan och Halvan i Affär är affär | James W. Horne & Leo McCarey | |  |
| 19 maj 1929       | Double Whoopee              | Hjärtligt välkomna (även "Hans kunglig höghet")                                                                        | Lewis R. Foster              | |  |
| 19 oktober 1929   | Bacon Grabbers              | Helan och Halvan i stämning (även "Helan och Halvan som privatdetektiver")                                             | Lewis R. Foster              | |  |
| 14 december 1929  | Angora Love                 | — | Lewis R. Foster              | Inspelad före de flesta av duons tidiga ljudfilmer men inte släppt förrän efter att sju av dessa haft premiär. Separat musikaliskt ljudspår i form av orgelackompanjemang av Leroy Shield finns. Handlingen delvis återanvänd i Laughing Gravy (1931). |  |

## Ljudfilmer
Nedanstående filmer är kortfilmer om ej annat angives. De är likaså producerade av Hal Roach och distribuerade av Metro-Goldwyn-Mayer om ej annat angives.
| Premiär                     | Originaltitel                                                        | Svensk titel | Regi                              | Kommentar |
| --------------------------- | -------------------------------------------------------------------- | --- | --------------------------------- | --- |
| 4 maj 1929                  | Unaccustomed As We Are                                               | Helan och Halvan i Hjärtligt ovälkomna (även "Hjärtligt ovälkomna") | Lewis R. Foster & Hal Roach       | Duons första ljudfilm; även släppt i stum version. |
| 1 juni 1929                 | Berth Marks                                                          | Helan och Halvan i sovkupé | Lewis R. Foster                   | Även släppt i stum version. |
| 29 juni 1929                | Men O' War                                                           | Helan och Halvan i Sjöcharmörerna (även "Sjöcharmörerna", "Helan och Halvan i Raska sjömän", "Helan och Halvan i Raska sjömän ohoj", "Raska sjömän" och "Raska sjömän ohoj")                                      | Lewis R. Foster                   | |
| 10 augusti 1929             | Perfect Day                                                          | En lycklig dag (även "En lyckad dag" och "Helan och Halvan på utflykt") | Lewis R. Foster                   | Försedd med kompletterande musik 1937. |
| 21 september 1929           | They Go Boom!                                                        | — | James Parrott                     | |
| 16 november 1929            | The Hoose-Gow                                                        | Helan och Halvan på straffarbete (även "Straffångarna" och "På tvångsarbete") | James Parrott                     | |
| 23 november 1929            | The Hollywood Revue of 1929                                          | Hollywood-revyn 1930 | Charles F. Reisner                | Gästspel i långfilm för Metro-Goldwyn-Mayer. |
| 4 januari 1930              | Night Owls                                                           | Polisen ordnar allt (även "Nattugglor") | James Parrott                     | Även inspelad i en längre, spanskspråkig version som "Ladrones" |
| 8 februari 1930             | Blotto                                                               | Vänner i vått och torrt (även "Festprissar" och "På lyset") | James Parrott                     | |
| 22 mars 1930                | Brats                                                                | Helan och Halvan i Familjeidyll (även "Familjeidyll" och "Lika barn leka bäst") | James Parrott                     | Även inspelad i en tyskspråkig version (förkommen). |
| 26 april 1930               | Below Zero                                                           | Helan och Halvan som gatans trubadurer (även "Gatumusikanterna", "Gatans trubadurer" och "Helan och Halvan i Gatumusikanterna")                                                                                   | James Parrott                     | |
| 10 maj 1930                 | The Rogue Song                                                       | Zigenarkärlek | Lionel Barrymore                  | Duons första såväl lång- som färgfilm, dock endast som gästroller i romantisk musikal med Lawrence Tibbett. Filmen förkommen så när som på en enstaka scen med just Helan & Halvan.                                                                                    |
| 31 maj 1930                 | Hog Wild                                                             | Uppåt väggarna (även "Helan och Halvan som radioamatörer och "Fara på taket") | James Parrott                     | |
| 6 september 1930            | The Laurel & Hardy Murder Case                                       | Arvingar sökes (även "Det spökar", "Spökhuset", "Helan och Halvan på spökjakt", "Helan och Halvan som detektiver" och "Miljonarvet")                                                                              | James Parrott                     | |
| 29 november 1930            | Another Fine Mess                                                    | Helan och Halvan i Villa Villervallan (även "Greven från gränden", "En snygg historia", "Tappra hyresgäster", "I lånta fjädrar", "Villa Villervallan" och "Just en snygg soppa")                                  | James Parrott                     | |
| 7 februari 1931             | Be Big!                                                              | Klubbmiddag (även "Den inbillningssjuke" och "Vänner i vått och torrt") | James Parrott                     | |
| 21 februari 1931            | Chickens Come Home                                                   | Helan och Halvans förflutna (även "I valet och kvalet", "Vilda fruar" och "Vad kvinnan vill") | James W. Horne                    | Även inspelad i version på spanska. Finns även utgiven på DVD. |
| 4 april 1931                | The Stolen Jools                                                     | — | William C. McGann                 | Helan & Halvan har två av många små roller i stjärnspäckad kortfilm inspelad för välgörande ändamål av Paramount Pictures. I Storbritannien kallad "The Slippery Pearls".                                                                                              |
| 4 april 1931                | Laughing Gravy                                                       | Störd husfrid (även "Vilken vinter", "Vänner i vått och torrt", "Ett riktigt hundliv") | James W. Horne                    | Finns i en längre respektive kortare version med olika slut. |
| 16 maj 1931                 | Our Wife                                                             | Helan och Halvan i Bröllopsdagen (även "Bröllopsdagen", "Bröllopsbesvär", "Bröllopsbestyr" och "Helan och Halvan gifter sig")                                                                                     | James W. Horne                    | |
| 15 augusti 1931             | Pardon Us                                                            | In igen och ut igen! (även "Gallerskakaren", "In och ut igen", "Den glada revolten", "Helan och Halvan i toppform", "Helan och Halvan på rymmarstråt", "Helan och Halvan skakar galler" och "Kåkfarare i farten") | James Parrott                     | Duons första "egna" långfilm. Lanserades i Storbritannien som Jailbirds. Även inspelad i versioner på spanska ("De bote en bote"), italienska ("Muraglie"; förkommen), tyska ("Hinter Schloß und Riegel"; delvis bevarad) och franska ("Sous les verrous"; förkommen). |
| 19 september 1931           | Come Clean                                                           | Objudna gäster (även "Helan och Halvan klarar biffen" och "Rena rama sanningen") | James W. Horne                    | |
| 31 oktober 1931             | One Good Turn                                                        | Helan och Halvan som dörrknackare (även "Helan och Halvans bättre jag" och "Samvetet vaknar") | James W. Horne                    | |
| 12 december 1931            | Beau Hunks                                                           | Stora skrällen! (även "Alla tiders hjältar", "Alla tiders krigare"l "Helan och Halvan i Främlingslegionen", "Den försmådde friaren" och "Helan och Halvans kärleksbekymmer")                                      | James W. Horne                    | I Storbritannien kallad "Beau Chumps". Handlingen delvis återanvänd i "Vi fara till Sahara" (1939). |
| 26 december 1931            | On the Loose                                                         | — | Hal Roach                         | Kort gästspel i film med ZaSu Pitts och Thelma Todd. |
| 23 januari 1932             | Helpmates                                                            | Ungkarlshippa (även "Helan och Halvan gör rent hus" och "Den stora röjarskivan") | James Parrott                     | |
| 5 mars 1932                 | Any Old Port!                                                        | Helan och Halvan i Den verkliga storsmockan (även "Helan och Halvan i Två käcka sjömän" och "Två käcka sjömän")                                                                                                   | James W. Horne                    | |
| 21 mars 1932                | The Chimp                                                            | Apkonster och kärlek (även "Cirkusliv" och "Kuliga kumpaner") | James Parrott                     | |
| 16 april 1932               | The Music Box                                                        | Pianoexpressen (även "Starka män och små svagheter" och "Ta't piano" (?)) | James Parrott                     | Belönad med Oscar för bästa komiska kortfilm. |
| 25 juni 1932                | County Hospital                                                      | Vänligt bemötande (även "Helan och Halvans lustiga bravader", "Här va're livat" och "Ta't piano" (?)) | James Parrott                     | |
| 10 september 1932           | Scram!                                                               | På nattkröken (även "Helan och Halvans pippiga bravader") | Raymond McCarey                   | |
| 17 september 1932           | Pack Up Your Troubles                                                | Här vilar inga lessamheter | George Marshall & Raymond McCarey | Långfilm. |
| 5 november 1932             | Their First Mistake                                                  | Helan och Halvan som barnjungfrur (även "Fosterpappor", "Helan och Halvan i Fosterpappor", "Barnvakten" (?) och "Mjölkpappor" (?))                                                                                | George Marshall                   | |
| 31 december 1932            | Towed In A Hole                                                      | Helan och Halvan som affärsmän i stor stil (även "Fiskhandlarna", "Helan och Halvan som fiskhandlare" och "Fina fisken")                                                                                          | George Marshall                   | |
| 25 februari 1933            | Twice Two                                                            | Helan och Halvan som svågrar (även "Svågrarna" och "Kära släkten") | James Parrott                     | |
| 22 april 1933               | Me And My Pal                                                        | Helan och Halvans giftermålsbekymmer (även "Min kompis och jag" och "Bröllopsdagen") | Lloyd French                      | |
| 5 maj 1933                  | Fra Diavolo (även "The Devil’s Brother" och "Bogus Bandits")         | Värdshuset Göken | Hal Roach & Charley Rogers        | Långfilm. Baserad på Daniel Francois Esprit Aubers opera Fra Diavolo. |
| 3 augusti 1933              | The Midnight Patrol                                                  | Prilliga patrullen (även "Midnattspatrullen", "Helan och Halvan som radiopoliser" och "Sällsamma äventyr") | Lloyd French                      | |
| 7 oktober 1933              | Busy Bodies                                                          | Helan och Halvan som snickare (även "Helan och Halvan i klämma", "Flitiga kamrater" och "Snickare i farten") | Lloyd French                      | |
| 28 oktober 1933             | Wild Poses                                                           | — | Robert F. McGowan                 | Kort gästspel i kortfilm med Our Gang |
| 25 november 1933            | Dirty Work                                                           | Helan och Halvan som sotare (även "Föryngringsprofessorn") | Lloyd French                      | |
| 29 december 1933            | Sons Of The Desert (även "Sons Of The Legion" och "Convention City") | Följ med oss till Honolulu (även "Helan och Halvan på rymmen" och "Öknens söner") | William A. Seiter                 | Långfilm. I Storbritannien kallad "Fraternally Yours". |
| 13 januari 1934             | Oliver The Eighth                                                    | Helan och Halvan i skräckens hus (även "Med Helan och Halvan på friarstråt", "Helan och Halvan i skräckhuset" och "Oliver VIII:s privatliv")                                                                      | William A. Seiter                 | I Storbritannien kallad "The Private Life Of Oliver The Eighth". |
| 1 juni 1934                 | Hollywood Party                                                      | Vårflugan | Roy Rowland                       | Gästroller i långfilm med totalt 31 (!) olika filmstjärnor. |
| 23 juni 1934                | Going Bye-Bye!                                                       | Oss tjallare emellan (även "Helan och Halvan fångar boven") | Charley Rogers                    | |
| 21 juli 1934                | Them Thar Hills                                                      | Hälsokuren (även "Helan och Halvan campar" och "De glada kumpanerna") | Charley Rogers                    | |
| 30 november 1934            | Babes in Toyland                                                     | Det var två glada gesäller (även "Hämnden är ljuv" och "Träsoldaternas march") | Gus Meins & Charley Rogers        | Långfilm. Baserad på Victor Herberts operett Babes In Toyland. |
| 8 december 1934             | The Live Ghost                                                       | Med spöken i lasten (även "Det levande spöket" och "Raska sjömän") | Charley Rogers                    | |
| 5 januari 1935              | Tit For Tat                                                          | Öga för öga (även "Oss affärsmän emellan" och "Helan och Halvan som affärsmän) | Charley Rogers                    | Duons enda direkta uppföljare; handlingen knyter an till Hälsokuren från 1934. Nominerad till Oscar för bästa komiska kortfilm. |
| 9 februari 1935             | The Fixer Uppers                                                     | Greppet direkt (även "Allt för kvinnan", "Helan och Halvan i Vi klarar skivan" och "Helan och Halvan ordnar allt")                                                                                                | Charley Rogers                    | Bygger på samma handling som "Slipping Wives" (1927). |
| 16 mars 1935                | Thicker Than Water                                                   | Kavata kumpaner (även "Helan och Halvan i Tjockare än vatten", "Den som spar han har", "Helan och Halvan trampar i klaveret" och "Tjockare än vatten")                                                            | James W. Horne                    | Duons sista ordinarie kortfilm. |
| 23 augusti 1935             | Bonnie Scotland                                                      | I kronans kläder | James W. Horne                    | Långfilm. |
| 1936                        | Galaxy of Stars                                                      | — | okänt                             | |
| 14 februari 1936            | The Bohemian Girl                                                    | Zigenarflickan (även "Zigenarliv") | James W. Horne & Charley Rogers   | Långfilm. Baserad på Michael William Balfes opera Zigenerskan (1843). |
| 18 april 1936               | On the Wrong Trek                                                    | — | Harold Law                        | Kort gästspel i kortfilm med Charley Chase. |
| 30 oktober 1936             | Our Relations                                                        | Bröder i kvadrat (även "Släkten är värst") | Harry Lachman                     | Långfilm. |
| 16 april 1937               | Way Out West                                                         | Glada galoscher (även "Guldgruvan", "Jakten går vidare" och "Tummen opp", "Helan och Halvan i Vi reser västerut", "Vi reser västerut" och "Helan och Halvan i vilda västern")                                     | James W. Horne                    | Långfilm. |
| 21 maj 1937                 | Pick A Star                                                          | Stjärna sökes | Edward Sedgwick                   | Gästspel i långfilm (musikal) med Rosina Lawrence. |
| 20 maj 1938                 | Swiss Miss                                                           | Glada tyrolare (även "Lyckliga schweizerostar") | John G. Blystone                  | Långfilm. |
| 19 augusti 1938             | Block-Heads                                                          | Skrattar bäst som skrattar sist | John G. Blystone                  | Långfilm. Den sista av duons Hal Roach-producerade filmer som distribuerades av Metro-Goldwyn-Mayer. |
| 20 oktober 1939             | The Flying Deuces (även "The Flying Aces")                           | Vi fara till Sahara (även "Helan och Halvan i Sahara" och "Helan och Halvan i främlingslegionen") | A. Edward Sutherland              | Långfilm. Producerad av Boris Morros för RKO Radio Pictures. Handlingen delvis baserad på "Beau Hunks" (1931). |
| 16 februari 1940            | A Chump At Oxford                                                    | Skandal i Oxford (även "Helan och Halvan - skolans skräck") | Alfred J. Goulding                | Filmen existerar både i en "halvlång" (40 minuter) amerikansk version och en långfilmsversion för den europeiska marknaden, den senare med en tillagd inledning baserad på kortfilmen From Soup To Nuts (1928). Distribuerad av United Artists.                        |
| 3 maj 1940                  | Saps At Sea                                                          | Raska sjömän, hallå! (även "Helan och Halvan lever farligt") | Gordon Douglas                    | Långfilm distribuerad av United Artists. Duons sista film för Hal Roach. |
| 10 oktober 1941             | Great Guns                                                           | Malajer på krigsstigen | Monty Banks                       | Långfilm producerad av Sol M. Wurtzel för Twentieth Century Fox. |
| våren 1942                  | The Tree in a Test Tube                                              | — | Charles McDonald                  | Kort informationsfilm producerad av amerikanska jordbruksdepartementet. Färgfilm. |
| 7 augusti 1942              | A-Haunting We Will Go                                                | Fula filurer | Alfred L. Werker                  | Långfilm producerad av Sol M. Wurtzel för Twentieth Century Fox. |
| 30 april 1943               | Air Raid Wardens                                                     | Mörklagt hela da'n | Edward Sedgwick                   | Långfilm producerad av B.F. Zeidman för Metro-Goldwyn-Mayer. |
| 25 (11?) juni 1943          | Jitterbugs                                                           | Kanaljer i knipa (även "Jitterbugs i knipa" (?)) | Malcolm St. Clair                 | Långfilm producerad av Sol M. Wurtzel för Twentieth Century Fox. |
| 19 november 1943            | The Dancing Masters                                                  | Lätt på tå | Malcolm St. Clair                 | Långfilm producerad av Leo S. Marcus för Twentieth Century Fox. |
| 22 september 1944           | The Big Noise                                                        | Dundergubbar | Malcolm St. Clair                 | Långfilm producerad av Sol M. Wurtzel för Twentieth Century Fox. |
| 6 december 1944             | Nothing But Trouble                                                  | Bara bekymmer | Sam Taylor                        | Långfilm producerad av B.F. Zeidman för Metro-Goldwyn-Mayer. |
| 19 maj 1945                 | The Bullfighters                                                     | Tjurfäktare | Malcolm St. Clair & Stan Laurel   | Långfilm producerad av William Girard för Twentieth Century Fox. Duons sista amerikanska film. |
| 17 oktober 1951 (Frankrike) | Atoll K                                                              | Atoll K (även "Robinson Kruseön") | Léo Joannon                       | Långfilm producerad av Raymond Eger. Fransk-italiensk samproduktion. Också känd som "Robinson Crusoeland" (Storbritannien) och "Utopia" (nypremiär 1954) |